# Minuto
Il minuto primo, più noto come minuto (dal latino minutum, "particella"), è un'unità di misura del tempo.

## Definizione
Un minuto è composto da 60 secondi e costituisce 1⁄60 di ora.
È opportuno distinguere il minuto primo, chiamato comunemente minuto, e il minuto secondo, chiamato comunemente secondo e caratterizzato dal simbolo s.
Il minuto non è un'unità di misura del SI, ma ne è comunque accettato l'uso con il SI.

### Simboli
Il simbolo ufficiale del minuto primo è min (senza il punto).
Non di rado il minuto primo viene indicato con il simbolo ′ e il minuto secondo con il simbolo ″; questa simbologia non fa parte dello standard del SI, nel quale tali simboli sono riservati alle misure di ampiezze di archi nel sistema sessagesimale.

## Altre unità di misura omonime
Le seguenti unità di misura, pur legate dall'utilizzo del medesimo termine, misurano grandezze fisiche diverse e sono pertanto del tutto separate.

### Misure angolari
In geometria, il minuto, o più precisamente il primo d'arco o minuto d'angolo, è un'unità di misura angolare. Un minuto d'arco dell'angolo costituisce 1/60 di grado ed è costituito da 60 secondi d'arco.
In astronomia, il minuto di ascensione retta è un'unità di angolo che costituisce 1/60 di un'ora di ascensione retta.

### Misure di superficie
Il minuto è anche un'antica unità di misura pontificia di superficie, la venticinquesima parte del palmo romano quadro.

### Misure di lunghezza
Il minuto venne usato anche come unità di lunghezza, un quinto di oncia, cioè 0,37 cm.
Il minuto luce è un altro esempio di unità di misura di lunghezza.